# Jesse Inman
Jesse Inman (* 1977 in Birmingham) ist ein britischer Schauspieler.
Jesse Inman spielte in England für psychisch Erkrankte in einem sozialpädagogischen Theater-Projekt. 2003 kam er nach Berlin, dort spielte er als freier Schauspieler in deutsch- und englischsprachigen Theaterstücken. Ab 2006 war er Mitglied in Tomas Schweigens Kompagnie Far A Day Cage. Von 2012 bis 2015 war er Ensemblemitglied am Theater Basel und seit 2016 beim Schauspielhaus Wien.

## Filmografie (Auswahl)
- 2008: U-900
- 2009: Die Gräfin
- 2013: Nymphomaniac I
- 2013: The Forbidden Girl